# Sulfato de deidroepiandrosterona

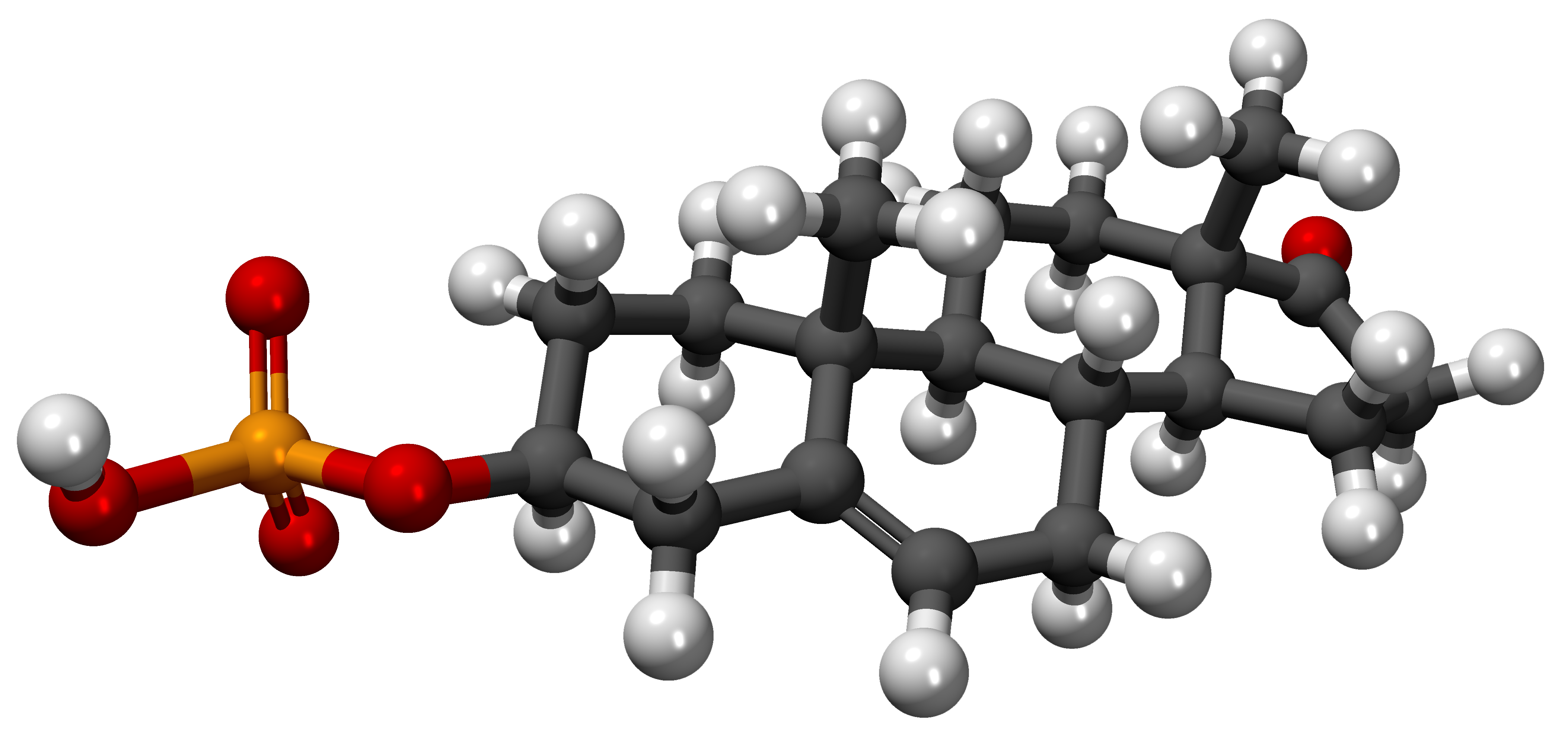
Sulfato de deidroepiandrosterona

O sulfato de deidroepiandrosterona (DHEA-{\displaystyle {\ce {SO4}}}) e a deidroepiandrosterona (DHEA) são androgênios fracos sintetizados pela suprarrenal e que determinam os níveis de etiocolanolona e androsterona no sangue e na urina. O DHEA-{\displaystyle {\ce {SO4}}}, e a DHEA são androgênios adrenais mais abundantes na circulação. Atuam no desenvolvimento dos caracteres sexuais secundários um pouco antes do inicio da função gonadal (adrenarca).
A dosagem de DHEA é realizada na avaliação do hirsutismo e das síndromes virilizantes e em caso de suspeita de adrenarca precoce. A avaliação do DHEA-{\displaystyle {\ce {SO4}}}é útil em pacientes com hiperplasia ou tumor suprarrenal produtor de cortisol (adrenocarcinomas).

## Valores de referência
Recém-nascido_______________1.670 a 3.640 ng/mL
- Homens

Pré-puberal__________________100 a 600 ng/mL
Adulto______________________1.990 a 3.340 ng/mL
- Mulheres

Pré-puberal__________________100 a 600 ng/mL
Antes da menopausa__________820 a 2.280 ng/mL
Pós-menopausa______________110 a 610 ng/mL
Final da gravidez_____________230 a 1.170 ng/mL
- Valores elevados: Adenoma, hiperplasia suprarrenal, hirsutismo, síndrome de Stein-Leventhal, e virilização.

- Valores reduzidos: Morte Fetal.